# The Ruins
The Ruins is een horrorfilm uit 2008 onder regie van Carter Smith. Het verhaal is gebaseerd op het gelijknamige boek van Scott Smith, die ook het scenario schreef. De film is in zijn geheel opgenomen in Australië.

## Verhaal
De jonge Amerikaanse stellen Jeff en Amy & Eric en Stacy gaan samen op vakantie naar zuidoost Mexico. Aan het zwembad bij het het hotel treffen ze de Duitse toerist Mathias, een jongen die hen vertelt dat zijn broer Heinrich archeoloog is en in de buurt bezig is aan een archeologische opgraving bij een onbekende Mayatempel. Hij gaat er de volgende dag heen en nodigt de stellen uit mee te gaan. Deze hebben de hele vakantie nog weinig anders gedaan dan in de zon aan het zwembad rondhangen en laten zich door Jeff overhalen op hun laatste dag toch nog wat cultuur te snuiven.
Bij de ruïne aangekomen neemt hun vakantie een wending. Eenmaal in aanraking gekomen met de Mayatempel, staan de lokale bewoners hen namelijk niet meer toe om meer dan enkele meters van het gebouw vandaan te gaan. Dit om verdere verspreiding, van wat later blijkt, de vleesetende beplanting te voorkomen. Dat het hen ernst is, blijkt wanneer een meegereisde Griekse toerist te dichtbij komt naar hun zin en daarom doodgeschoten wordt. Noodgedwongen beklimmen ze de ruïne. Tot overmaat van ramp breekt Mathias zijn rug wanneer het touw breekt waarmee hij in het gebouw wilde afdalen. Met een geïmproviseerde draagbaar weten ze hem boven te krijgen, maar aangezien ze niet weg kunnen en hun telefoons geen bereik hebben, zit er weinig anders op dan daar te wachten tot iemand ze mist en komt zoeken of alarm slaat. Enkel Mathias mobiele telefoon had bereik maar die heeft hij aan het hoofd van de lokale bevolking gegeven toen hij de foto van zijn broer liet zien. Gedurende de film gaat een mobiele telefoon over in de tempel, Stacy en Amy gaan naar beneden het gebouw in om de mobiele telefoon die ze horen rinkelen te zoeken. Eenmaal binnenin gaan ze op het geluid af van de mobiele telefoon, dit leidt hen naar een kleine kamer waar ze het lijk van een vrouw vinden die een kapotte mobiele vasthoudt. In de donkere kamer komen ze erachter dat de bloemen het geluid van de ringtoon van een mobiele telefoon imiteerden. Ze worden aangevallen door de planten en vluchten het gebouw uit.
Wanneer het gezelschap de volgende dag wakker wordt, staat hun een nare verrassing te wachten. De planten blijken aangetrokken te worden door bloed en zijn 's nachts rechtstreeks in de verwondingen van Stacy en in Matthias' benen gegroeid. Later beslist de groep om Matthias benen te amputeren, zodra Matthias' benen geamputeerd zijn, worden de lichaamsdelen opgeslokt door de planten. Wanneer de gezelschap aan het ruziën is, wordt Matthias aangevallen door de beplanting die in zijn mond gaat en komt hij te overlijden. Ondertussen zijn de planten verder in Stacy's lichaam gegroeid. Nadat Jeff de ingegroeide stukken heeft verwijderd, gaat de groep in de tent slapen voor de nacht. Stacy wordt 's nacht wakker en gaat op zoek naar het mes om verder in haar lichaam te snijden zodat ze zelf de overgebleven stukken kan verwijderen. 
Als de groep in de ochtend 's ochtends wakker wordt, treffen ze een bebloede Stacy aan die nog steeds bezig is de planten te verwijderen. Wanneer Jeff probeert het mes af te pakken wordt hij gesneden in zijn hand door Stacy die het mes niet wil afgeven. Eric probeert haar te overtuigen om het mes af te geven en gaat achter haar staan, wanneer hij haar aanraakt bij de schouder draait zij zich om en steekt hem per 'ongeluk' neer. Eric en Stacy zakken allebeide op de grond en houden elkaars hand vast als Eric overlijdt. Stacy smeekt Amy om haar te doden. 
Even later bespreken Jeff en Amy hoe ze willen ontsnappen. Jeff daalt het tempel af met in zijn armen Amy's lichaam, hij legt haar op de grond en kust haar. Daarna begin hij te praten tegen de mannen die de wacht hielden, langzaam loopt hij van haar af. De mannen volgen hem om te voorkomen dat hij ontsnapt en letten niet op Amy die zogenaamd dood op de grond ligt. Op het moment dat Jeff hun vertelt wat zijn naam is en de naam van Amy uitschreeuwt, staat Amy op en rent voor haar leven. Aangekomen bij het pad, springt ze in de jeep die achtergelaten was door Heinrich (Matthias' broer) en rijdt weg.
Aan het einde van de film, komen de twee Griekse vrienden van Matthias aan bij de tempel en roepen hem.

## Rolverdeling
- Jonathan Tucker - Jeff
- Jena Malone - Amy
- Shawn Ashmore - Eric
- Laura Ramsey - Stacy
- Joe Anderson - Mathias